# Glen Morgan
Glen Morgan (California, 12 luglio 1961) è un produttore televisivo, sceneggiatore e regista statunitense.

## Biografia
Glen Morgan è noto soprattutto per le collaborazioni con il regista James Wong, tra le quali vi sono X-Files, Millennium, Final Destination e Final Destination 3.
Nel 1998 si è sposato con l'attrice Kristen Cloke.

## Filmografia
- Morte a 33 Giri (Trick or Treat) - film TV (1986) - Roger Mockus
- I ragazzi della porta accanto (sceneggiatura)
- Oltre la legge - L'informatore (Wiseguy) – serie TV, 4 episodi (1990) – supervisione alla produzione
- Disney Presents The 100 Lives of Black Jack Savage – serie TV (1991) – produttore
- Il commissario Scali (The Commish) – serie TV, 44 episodi (1991-1993) – produttore
- Space: Above and Beyond – serie TV, 23 episodi (1995-1996) – produttore esecutivo
- Millennium – serie TV, 23 episodi (1996-1997) – produttore esecutivo
- The Wonder Cabinet – film TV (1999) – produttore esecutivo
- Final Destination, regia di James Wong (2000) – sceneggiatore e produttore
- The Others – serie TV, 13 episodi (2000) – produttore esecutivo
- The One, regia di James Wong (2001) – sceneggiatore e produttore
- Willard il paranoico (Willard), regia di Glen Morgan (2003) – regista e produttore
- Final Destination 3, regia di James Wong (2006) – sceneggiatore e produttore
- Black Christmas - Un Natale rosso sangue (Black Christmas), regia di Glen Morgan (2006) – regista
- Bionic Woman – serie TV, 7 episodi (2007) – produttore esecutivo
- Tower Prep – serie TV, 13 episodi (2010) – produttore esecutivo
- The River – serie TV, 7 episodi (2012) – co-produttore esecutivo
- X-Files (The X-Files) – serie TV, 57 episodi (1993-2016) – co-produttore esecutivo